# Terry Crosby
Terry Dale Crosby (Toledo, 4 gennaio 1957) è un ex cestista statunitense naturalizzato britannico, professionista nella NBA ed in Europa.

## Carriera
Dopo quattro anni nella NCAA con Tennessee viene scelto nel terzo giro del Draft NBA del 1979 dai Kansas City Kings, con cui gioca alcune partite nella stagione successiva. Successivamente ha giocato per 14 stagioni come professionista nel Regno Unito, dal 1983 al 1997. Risiede tuttora a Manchester, in Inghilterra.